# Yakovlev AIR-1
Lo Yakovlev AIR-1 (in caratteri cirillici Яковлев АИР-1) era un monomotore biplano da turismo e da addestramento biposto progettato dall'OKB 115, guidato da Aleksandr Sergeevič Jakovlev, e sviluppato in Unione Sovietica negli anni venti.
Noto anche come Ya-1 e successivamente designato VVA-3 (ВВА-3), fu il primo modello costruito dal progettista sovietico.

## Storia del progetto
Dopo il successo ottenuto con la costruzione dei suoi alianti, Jakovlev decise di cimentarsi con un aereo a motore, un monoposto leggero che definì "motociclo volante". In seguito però ad un confronto con Vladimir Sergeevič Pyšnov, neodiplomato ed esperto di aerodinamica ed a quel tempo insegnante presso l'Accademia Aeronautica "N.E. Žukovskij" (VUNC VVS - ВУНЦ ВВС), un istituto militare di istruzione superiore, formazione e riqualificazione professionale degli ingegneri da destinare alla V-VS, gli venne consigliato di realizzare un velivolo biposto che avrebbe potuto essere utilizzato, oltre che per diporto, anche come aereo da addestramento per la formazione dei piloti dell'aeronautica militare sovietica.
Per poter essere idoneo a questo ruolo il nuovo velivolo doveva essere equipaggiato con una motorizzazione più potente di quella inizialmente prevista. La scelta ricadde su un motore radiale ADC Cirrus da 60 hp (44 kW) abbinato ad una cellula convenzionale con struttura in legno ricoperta da tessuto, una formula comune ai pari ruolo dell'epoca.
Proposto all'OSOAVIAKHIM questo ne approvò il progetto favorendo una raccolta di fondi atta a finanziare la costruzione del velivolo. Il velivolo assunse la designazione AIR come riconoscimento ad Aleksej Ivanovič Rykov che nella sua qualifica di Presidente del Consiglio del Lavoro e della Difesa dell'Unione Sovietica ebbe modo di favorire ed esortare le capacità di progettista di Jakovlev.
Durante la sua realizzazione Jakovlev ricevette attestazioni di stima, tra cui la fiducia Sergej Vladimirovič Il'jušin, ma anche di detrattori che rallentarono il completamento del velivolo. Uno degli studenti dell'Accademia consegnò un rapporto in cui sosteneva che nel progetto Jakovlev aveva commesso sostanziali errori nei calcoli per cui venne convocato dai dirigenti dell'OSOAVIAKHIM per verificare le specifiche del modello al fine di valutarne la capacità di volo. L'episodio ebbe una grave ripercussione sulla volontà di Jakovlev che si scoraggiò al punto di mettere in discussione le proprie valutazioni considerando di abbandonare il progetto tuttavia lo stesso Pyšnov si fece carico di ricontrollare i calcoli confermando la loro correttezza e la sua personale fiducia al giovane progettista.
La costruzione dell'AIR-1 si concluse il 1º maggio 1927 e venne portato in volo per la prima volta dal pilota collaudatore Ûlian Ivanovič Piontkovskij, in seguito rimasto all'OKB 115, il successivo 12 maggio. L'esito delle due settimane di prove in volo confermò la bontà del progetto con i requisiti prefissati raggiunti senza gravi inconvenienti.

## Tecnica
L'AIR-1 era caratterizzato da un'impostazione classica per l'epoca biplano, monomotore e biposto.
La fusoliera era caratterizzata da una struttura di sezione rettangolare composta da tubi d'acciaio saldati ricoperta da tela trattata e legno, dotata di una coppia di abitacoli aperti in tandem destinati al pilota (o allievo) e passeggero (o istruttore). Posteriormente terminava in un impennaggio classico monoderiva di forma triangolare e dotato di piani orizzontali controventati.
La configurazione alare era biplana con ala superiore ed inferiore di ugual misura, quest'ultima leggermente spostata verso coda, collegate tra loro da una coppia di montanti per lato ed integrati da tiranti in cavetto d'acciaio.
Il carrello d'atterraggio era un semplice biciclo anteriore fisso dotato di ruote di grande diametro collegate da un asse rigido, sostituibile con una coppia di pattini per operare su terreni innevati o ghiacciati, integrato posteriormente con un pattino d'appoggio.
La propulsione era affidata ad un motore ADC Cirrus, un 4 cilindri in linea raffreddato ad aria in grado di erogare una potenza pari a 60 hp (44 kW) ed abbinato ad un'elica bipala in legno a passo fisso.

## Impiego operativo

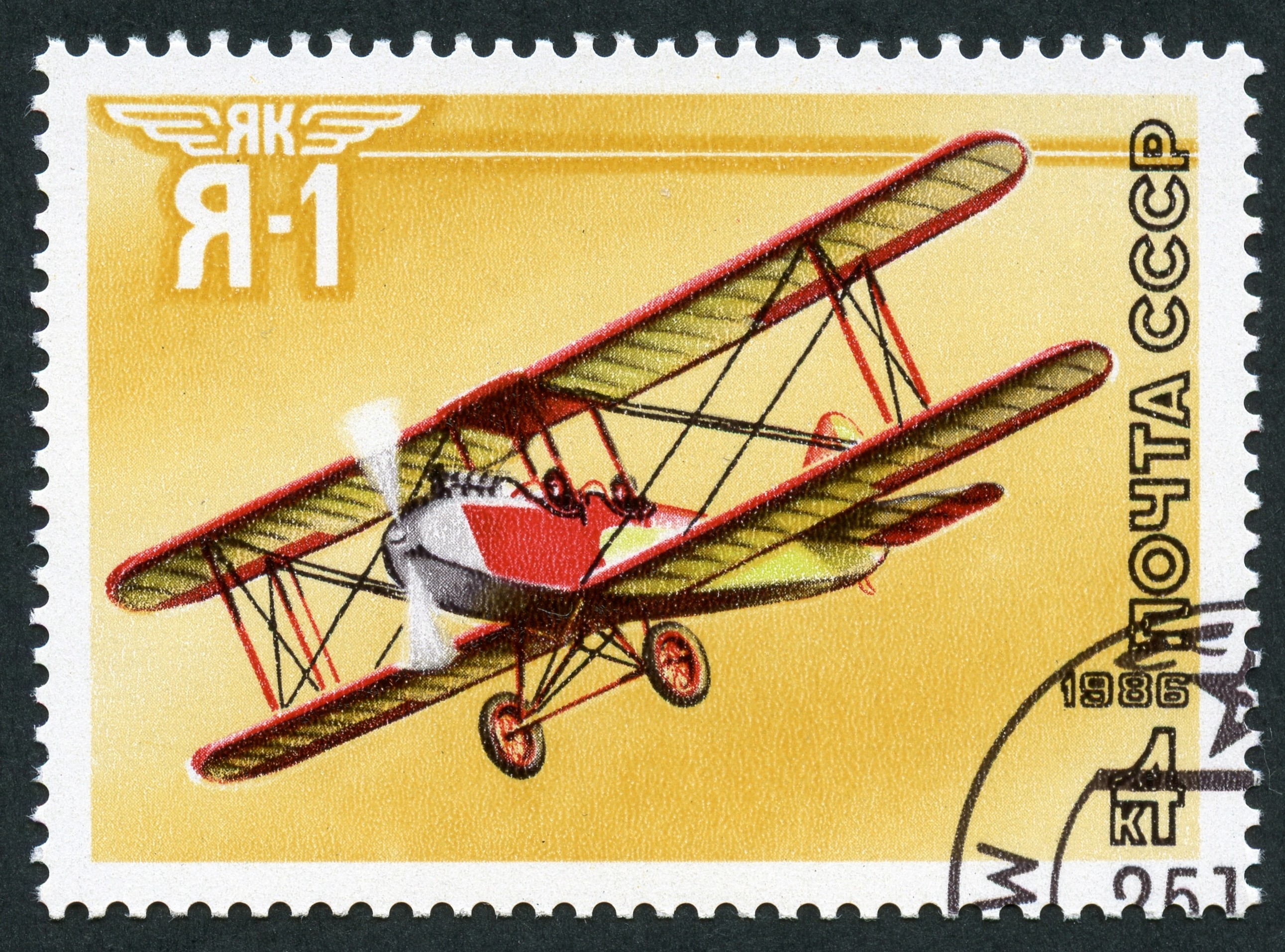
Francobollo commemorativo emesso dal sistema postale sovietico nel 1986 che riproduce l'AIR-1.

## Esemplari attualmente esistenti
Dello AIR-1 esiste una replica che porta le marche R-RAIR esposta al Museo della tecnologia Vadima Zadorožnogo (Музей техники Вадима Задорожного) a Mosca.

### Annotazioni
1. ↑  La denominazione del "costruttore" risulta scritta in modo diverso da quella del "progettista" poiché nel secondo caso la traslitterazione del cognome è effettuata secondo il sistema "ISO 9", impiegato come standard convenzionale nelle pagine di Wikipedia in lingua italiana.

### Fonti
1. 1 2  Yakovlev VVA-3 / AIR-1 in Virtual Aircraft Museum.
2. 1 2  Яковлев АИР-1 in Уголок неба.
3. ↑  Gunston 1985, p. 3098.
4. 1 2 3 4 5  Savine, AIR-1, Ya-1, VVA-3, A.S.Yakovlev in Russian Aviation Museum.